# Katedrala Saint Etienne u Bourgesu
Katedrala Saint Etienne u Bourgesu je gotička katedrala razvijenog francuskog stila (tzv. flamboyant, tj. plamteća gotika) koja se gradila više od stotinu godina. Katedrala je izrazito visoko građevina koja dominira srednjovjekovnim gradom Bourgesom u koji je vješto uklopljena. Katedrala je 1992. godine upisana na UNESCO-ov popis mjesta svjetske baštine u Europi.

## Povijest
Gradnja katedrale je započeta u 13. stoljeću, a posvećena je tek 1342. godine. Potkraj 14. stoljeća nastali su veliki prozori na fasadi, a 1506. godine sjeverni zvonik s portalom. Arkade i fijale (vitki tornjići sa šiljastim završetkom) na vrhovima kontrafora su obnovljene, a balustrade i filijale na vrhu glavnog broda načinjene su u 19. stoljeću.

## Osobitosti
Katedrala je od kamena; dužine 117,95 metara, zapremine 6200 m³; visina brodova je 37,15 m (glavni brod), 21,3 m (prvi pobočni brodovi), 9 m (drugi pobočni brodovi); širina brodova: 15 m (glavni brod), 5,65 m (prvi pobočni brodovi), 6,40 (drugi pobočni brodovi).
Masivni tornjevi nejednake veličine i jaki kontrafori, različito oblikovani, stvaraju čvrst, pomalo nezgrapan, vertikalni okvir fasade.
Fasada građevine je izrazito pokrenuta i dekorativna. Dominantna vertikalnost katedrale je već u prizemlju ublaženo nizom portala. Njihovi volumeni izlaze iz ravnine zida do ruba kontrafora, a onda se stepenasto udubljuju, uvlačeći prostor u unutrašnjost, čime se stvara prostor dvostruke fasade. Prvu, potpuno otvorenu, čine kontrafori i trokutasti zabati portala (učelak), a drugu određuju veliki prozori ispunjeni kamenim mrežištem, i zid prepun slijepih prozora (niša), arkada i balustrada. Bridovi filijala kontrafora su otvoreni rakovicama (ukras u obliku zavrnutog cvijeta ili lista). Općenito, na cijeloj fasadi, a osobito na sjevernom tornju, prisutno je neprestano usitnjavanje i rastvaranje već raščlanjenih elemenata. Time se stvara vibrirajući dojam kretanja u gotovo svim smjerovima, ali u dominantnoj vertikali, te nije ni čudo da je ovakav način gradnje prozvan "plamtećim stilom" (tzv. plamteća gotika, francuski: flamboyant).
Na tlocrtu katedrale vidimo da je ona petobrodna bazilika s pet malih apsidiola, zrakasto raspoređenih oko dvostrukog deambulatorija. Brodovi katedrale su podijeljeni u traveje nadsvođene križno-rebrastim svodom. Traveje pobočnih brodova čine četiri svežnjasta (snopasta) stupa, a glavnog broda po šest, tako da jednom traveju glavnog broda odgovaraju dva traveja pobočnih brodova. Uz vanjske bočne brodove nanizane su pravokutne kapelice. Sustav kontrafora koji se kontinuirano proteže oko katedrale omata katedralu i ujedinjuje njene brojne dijelove u jedinstven oblik.
Unutarnji prostor je na sličan način ujedinjen zidnim arkadama i kruženjem brodova u deambulatorij. Otvaranjem zidova velikim prozorima s vitrajima negira se volumen zida koji je pretvoren u skelet građevine. Ostvarena je maksimalna prostornost tradicionalnim materijalima i vitrajima; vanjski i unutarnji prostori se prožimaju.
- Presjek pobočnih brodova
- Svod glavnog broda
- Vitraj iz katedrale s prizorom života sv. Tome
- Bakropis pročelja s početka 19. st.
- Fotografija pročelja iz 1885.

## Poveznice
- Gotička arhitektura
- Katedrala Notre-Dame u Parizu
- Katedrala Notre-Dame u Chartresu
- Katedrala u Reimsu

## Vanjske poveznice
- Katedrala u Bourgesa, UNESCOva Svjetska baština (engl.)
- Grad Bourges: Katedrala Saint-Etienne (engl.)